# نادي باو
نادي باو لكرة القدم (بالفرنسية: Pau FC)‏ نادي كرة قدم فرنسي يلعب في دوري الدرجة الرابعة. تم تأسيس النادي في سنة 1904.